# پای بادام هندی
پای بادام هندی (انگلیسی: Cashew pie) پایی است که با بادام هندی به عنوان ماده اولیه تهیه می‌شود. می‌توان از بادام هندی کامل یا خرد شده یا هر دو استفاده کرد. این پای را می‌توان با پایه شیرینی که با شربت ذرت، شکر و تخم مرغ تهیه شده است، مشابه طرز تهیه فیلینگ پای گردوی آمریکایی تهیه کرد. ممکن است با شکلات و میوه‌هایی مانند تمشک به عنوان یک ماده آماده شود و روی آن را با خامه زده‌شده یا کارامل سرو کرد. این پای ممکن است گرم سرو شود.